# Montagnola

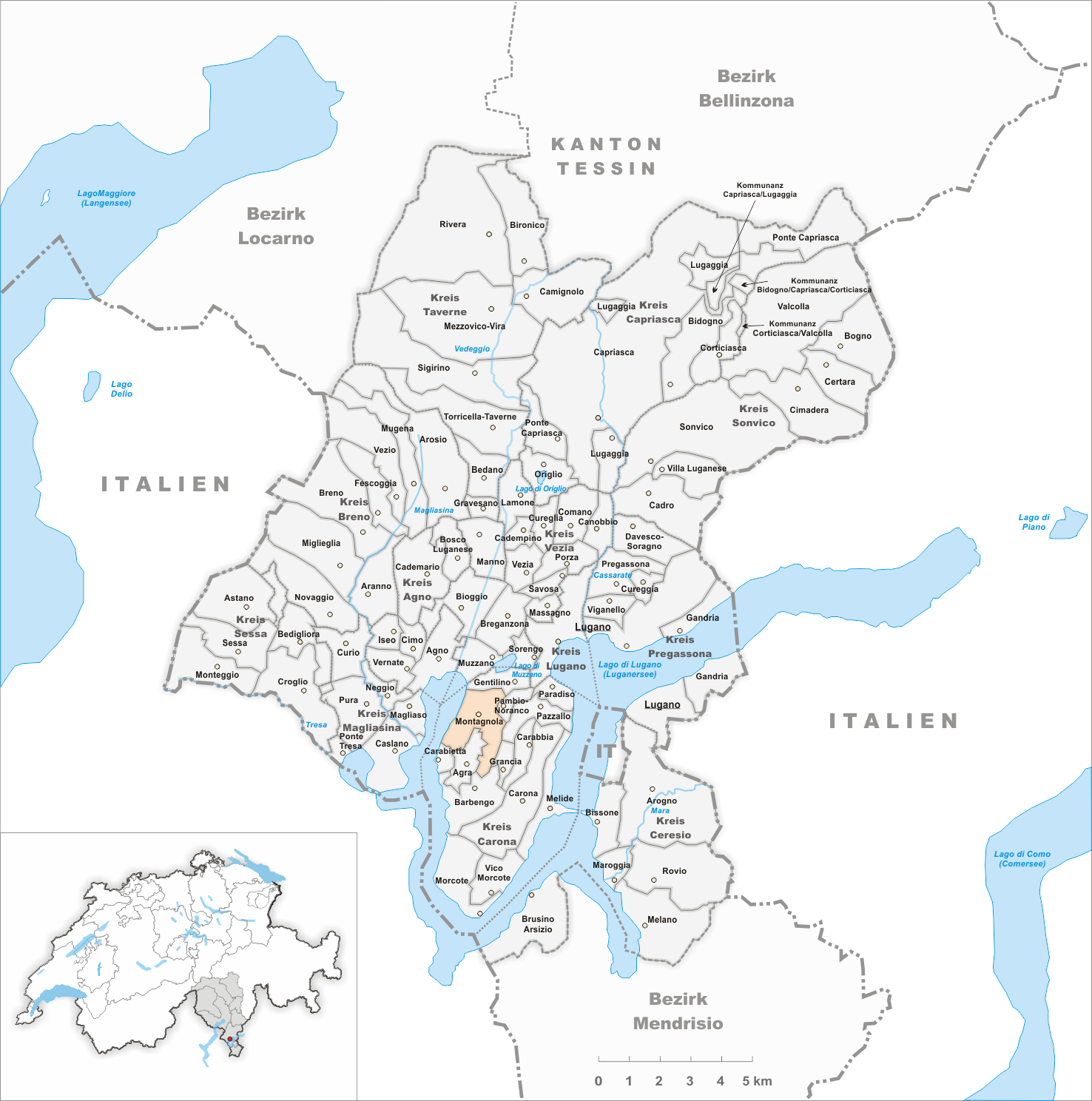
Gemeindestand vor der Fusion am 4. April 2004

Montagnola ist eine Ortschaft in der politischen Gemeinde Collina d’Oro. Sie zählt über 2100 Einwohner und liegt wenige Kilometer südwestlich der Stadt Lugano im schweizerischen Kanton Tessin. Sie besteht aus den Fraktionen Viglio, Orino, Arasio, Certenago, Poporino, Barca und Scairolo.

## Geographie

Werner Friedli (Fotograf): Montagnola, historisches Luftbild (1964)

Werner Friedli: Certenago, historisches Luftbild (1950)

Das Dorf liegt auf 467 m ü. M. (Ortszentrum) auf einer Anhöhe vier Kilometer südwestlich des Bahnhofs Lugano. Es bietet sich von dem ehemals kleinen Bergdorf aus ein weiter Blick auf den Luganersee. Das Dorf liegt zwischen dem steil aus dem Luganersee emporragenden Monte San Salvatore und dem kleinen See Lago di Muzzano auf dem sich dazwischen erstreckenden, flacheren, grün bewaldeten Höhenzug, der gleichfalls den Gemeindenamen trägt: Collina d’Oro (Goldhügel), oberhalb Luganos.

## Geschichte
Das Dorf wurde 1226 als Montegnola erstmals erwähnt. Die Zusammenlegung der Klostergüter von Sant’Abbondio in Como führte 1535 vermutlich zur Einrichtung des Concilium Sancti Abundii, das neben Gentilino auch Montagnola mit den Fraktionen Viglio, Orino, Arasio, Certenago, Poporino, Barca und Scairolo umfasste. Ein Inventar des Comasker Klosters bezeugt das Vorhandensein einer Festung bei Arasio, vielleicht das Zentrum einer Kastlanei, die mit dem Concilium identisch war. Das Dorf gehört zur Pfarrei Sant’Abbondio von Gentilino.

## Gemeindefusion
Bis zum 4. April 2004 war Montagnola eine eigenständige politische Gemeinde, wurde dann jedoch in einer Gemeindereform mit Agra und Gentilino zu der neuen Gemeinde Collina d’Oro zusammengefasst.

## Bevölkerung
Einwohnerzahlen: Volkszählungsdaten

## Sehenswürdigkeiten
- Oratorium Santi Nazario e Celso[3]
- Casa Camuzzi und sein Park[3]
- Grundschule Collina d’Oro (1982/1984), Architekt: Livio Vacchini[3]
- Palazzo Gilardi, Architekt: Domenico Gilardi[3]
- Oratorium San Mattia, in Certenago, Architekt: Giacomo Alberti[3]
- Villa Berra, Architekt: Costantino Berra[3]
- Terrassenwohnhaus, Via Matorell 7–7b, Architekten: Mario Campi, Franco Pessina[3]
- Oratorium San Silvestro im Ortsteil Arasio.[3]
- Oratorium Sant’Antonio abate im Ortsteil Cadepiano.[3]

## Kultur
- Museum Hermann Hesse[4]

## Bilder

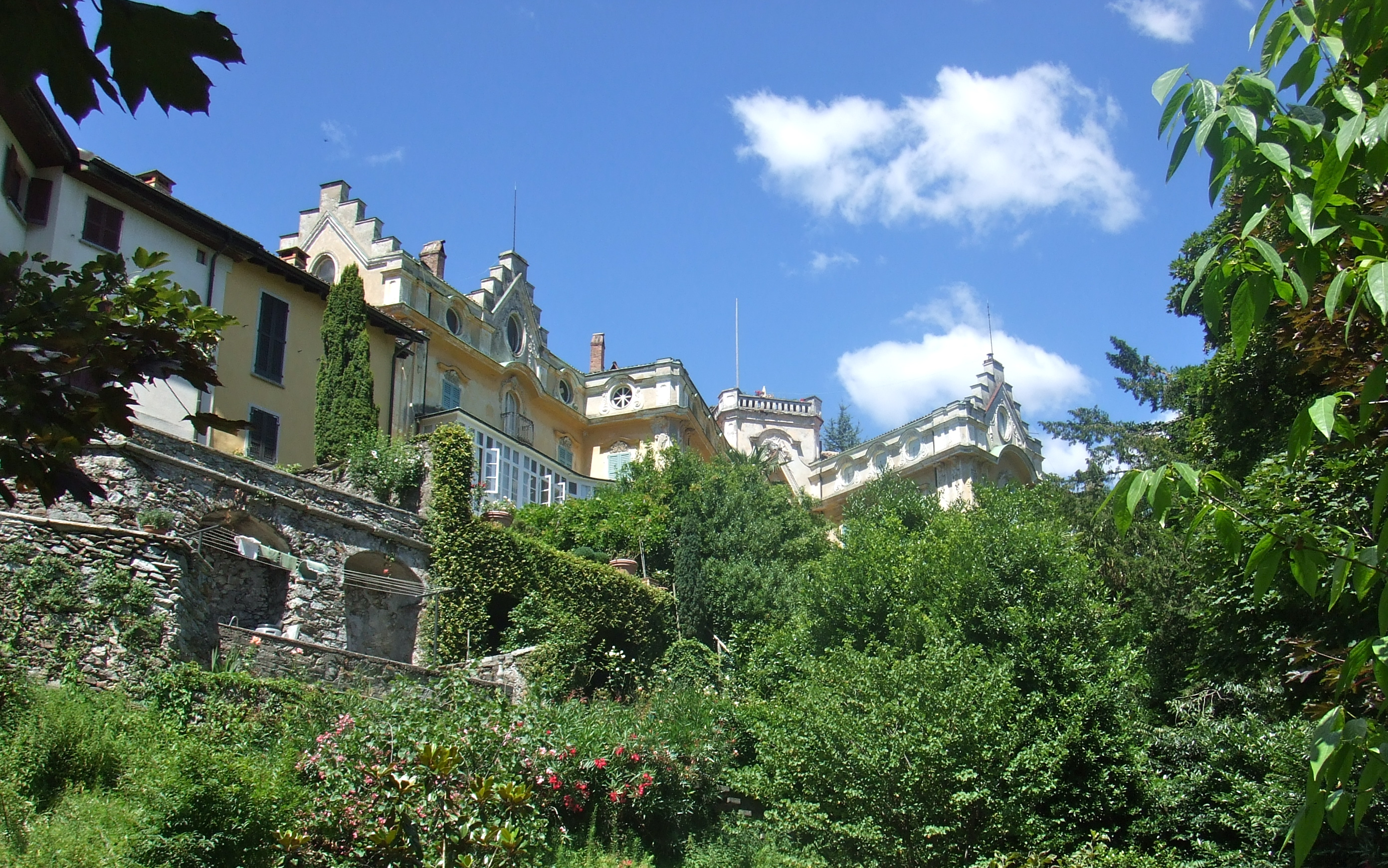
Wohnhaus Camuzzi
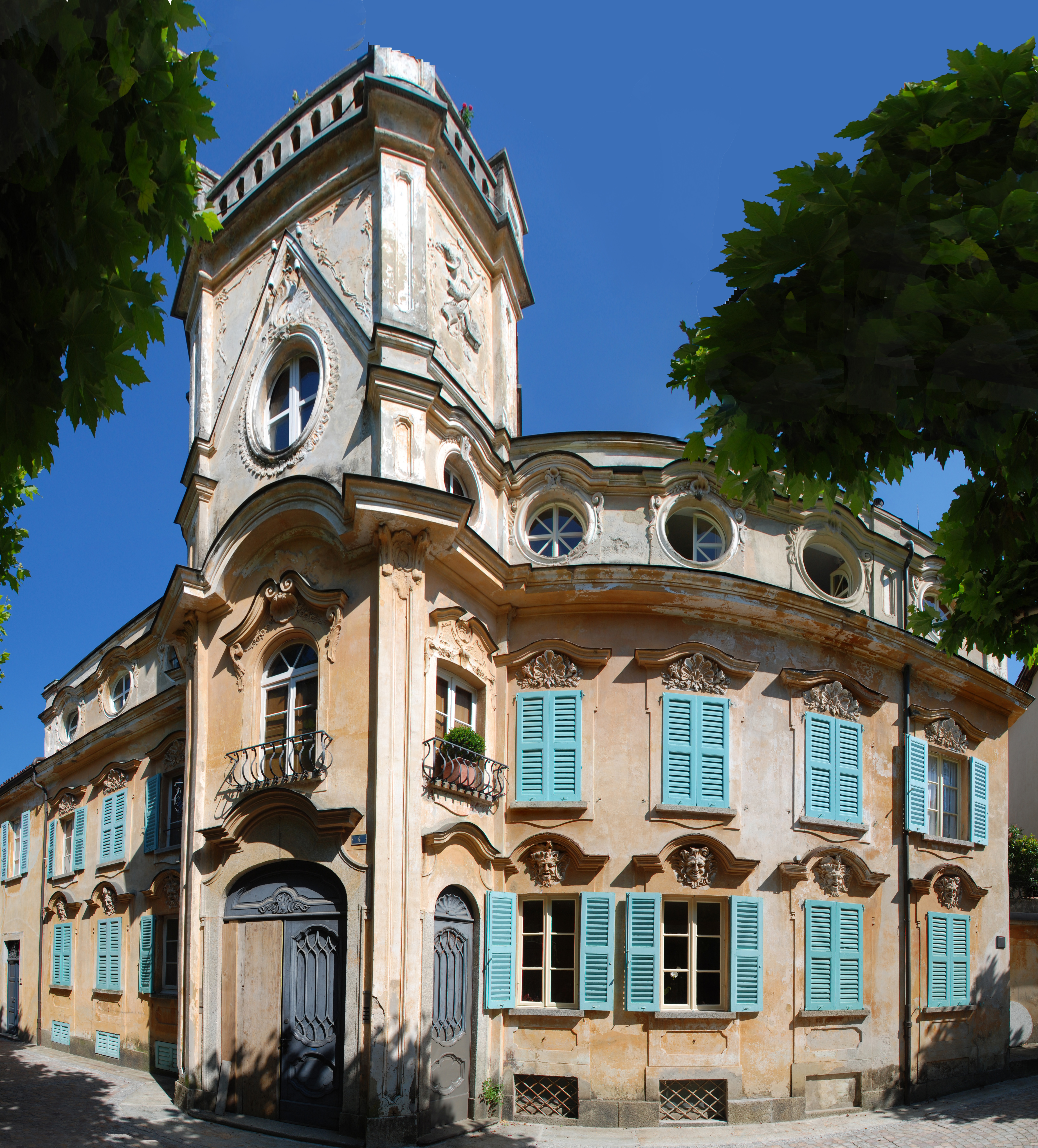
Casa Camuzzi
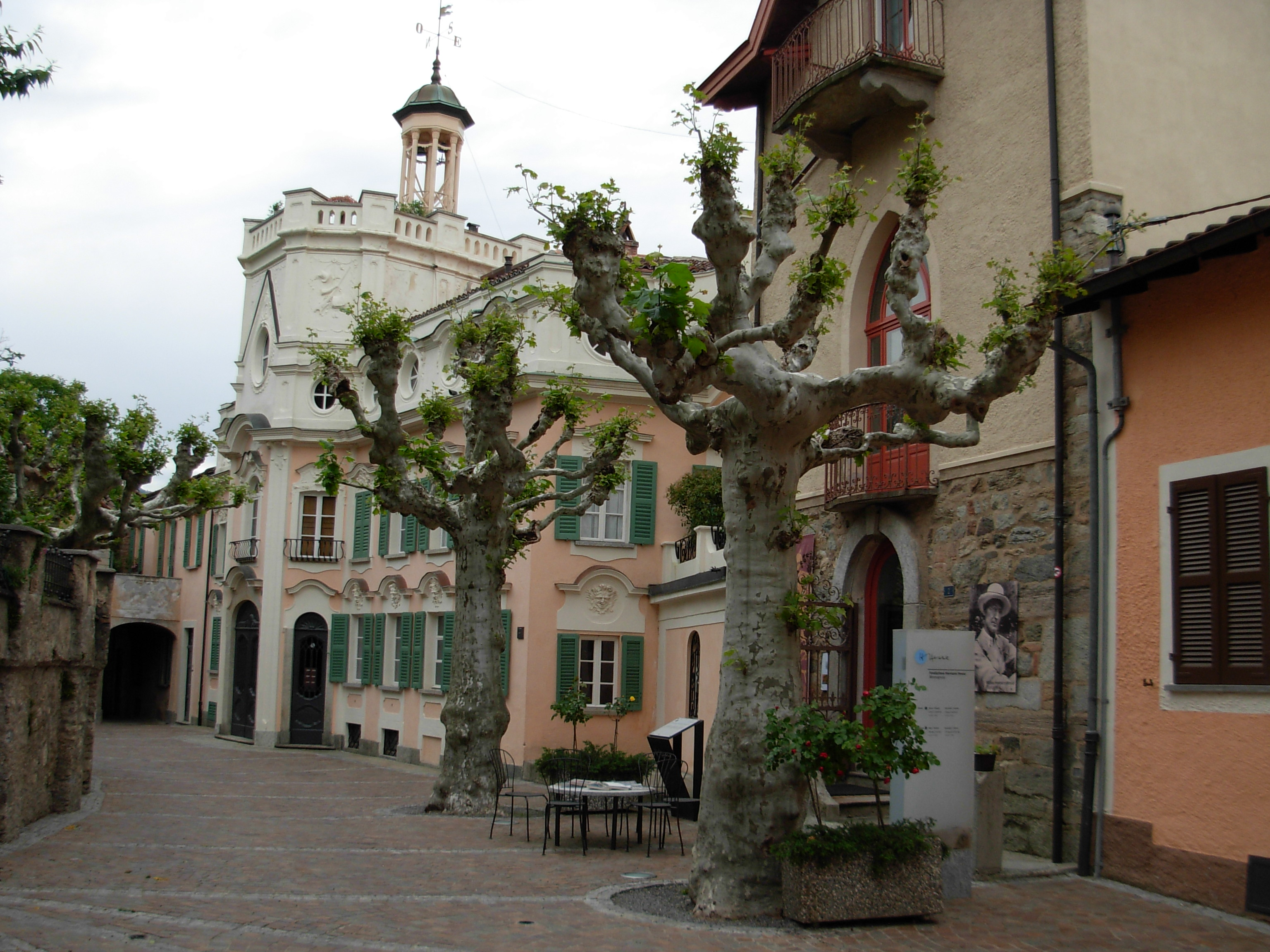
Beim Hesse-Museum
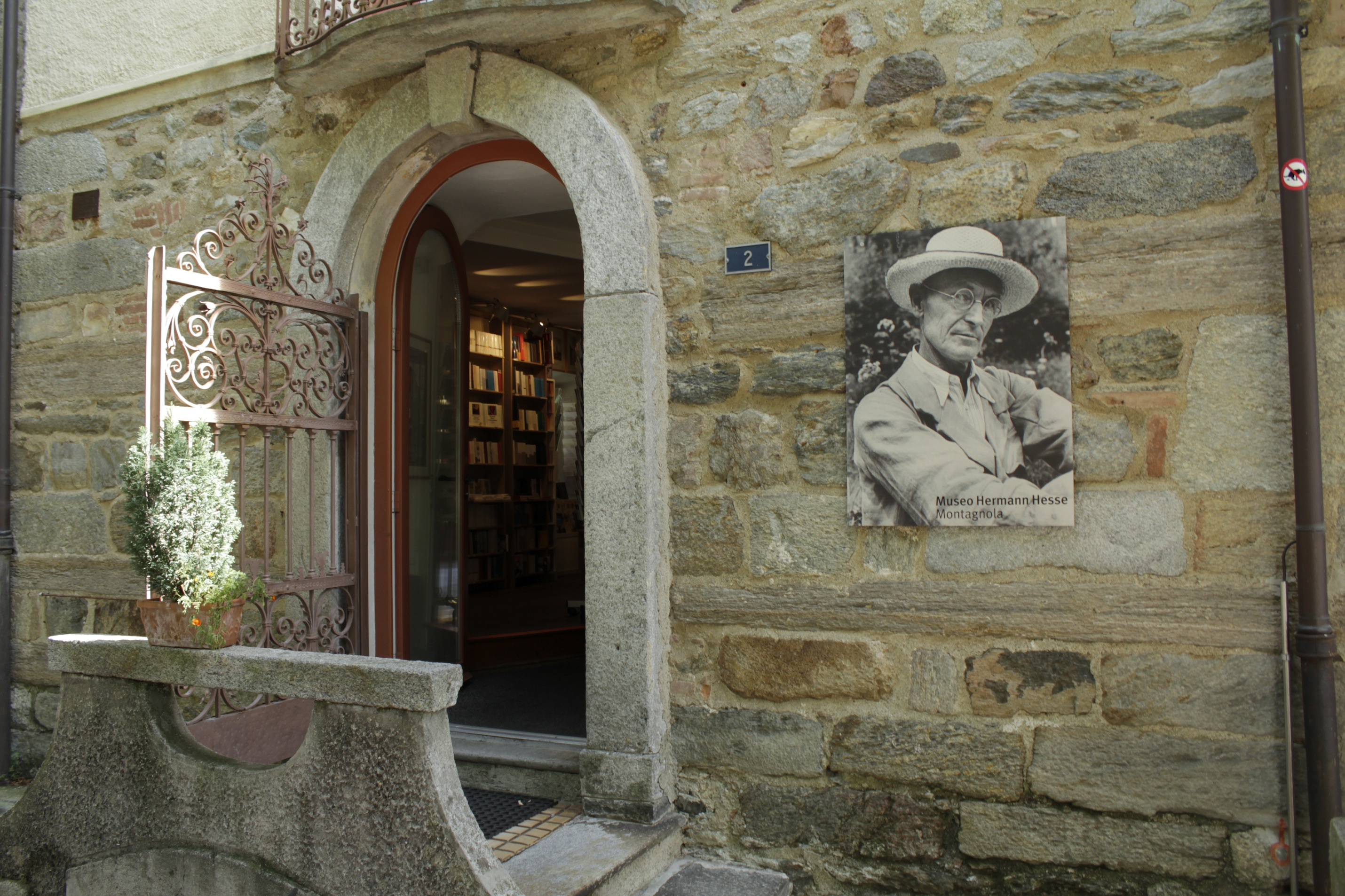
Hesse-Museum Eingang
Im Hesse-Museum
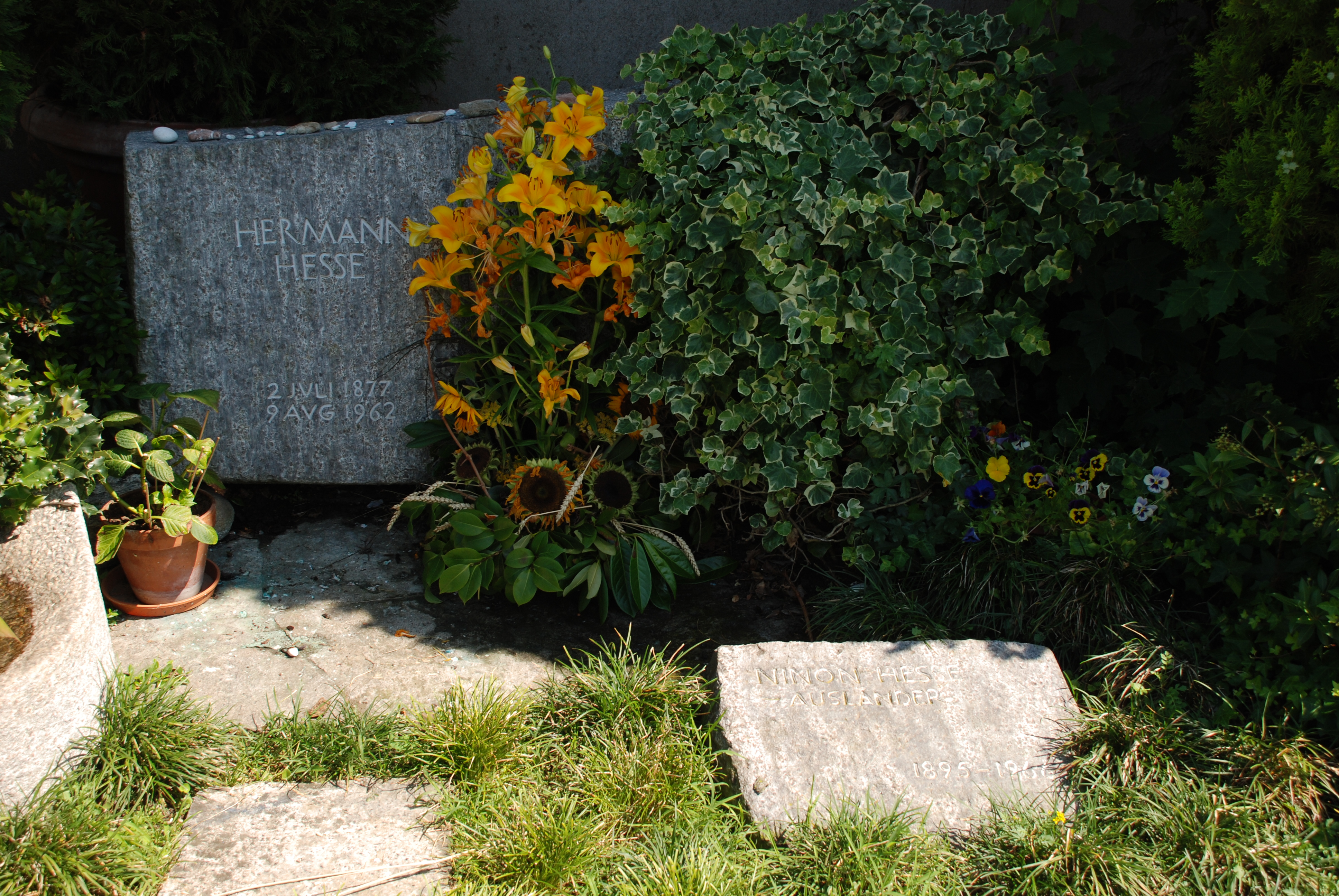
Grab von Hermann und Ninon Hesse